# Grenzlandbaude

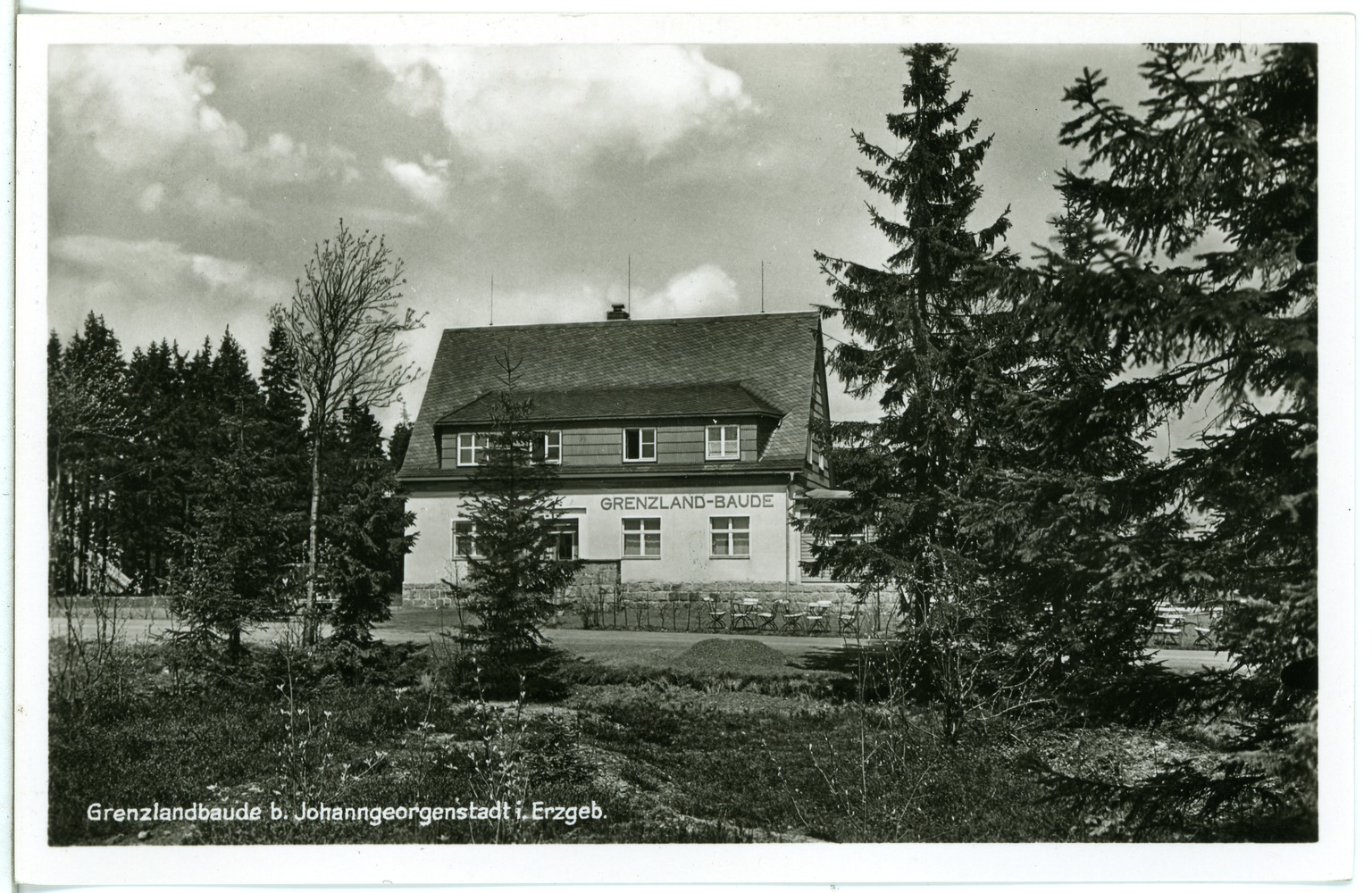
Grenzland-Baude (1936)

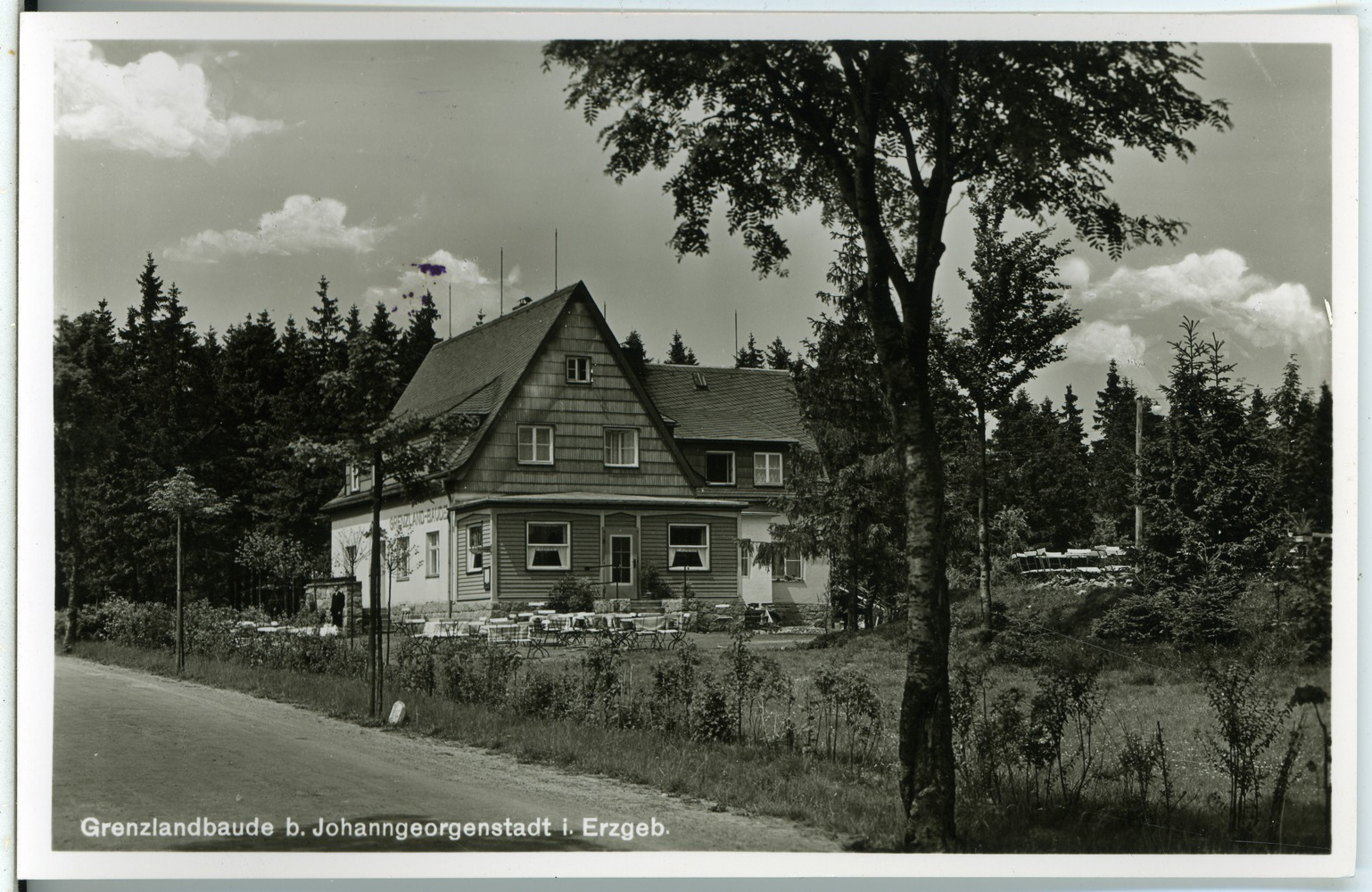
Grenzland-Baude (1937)

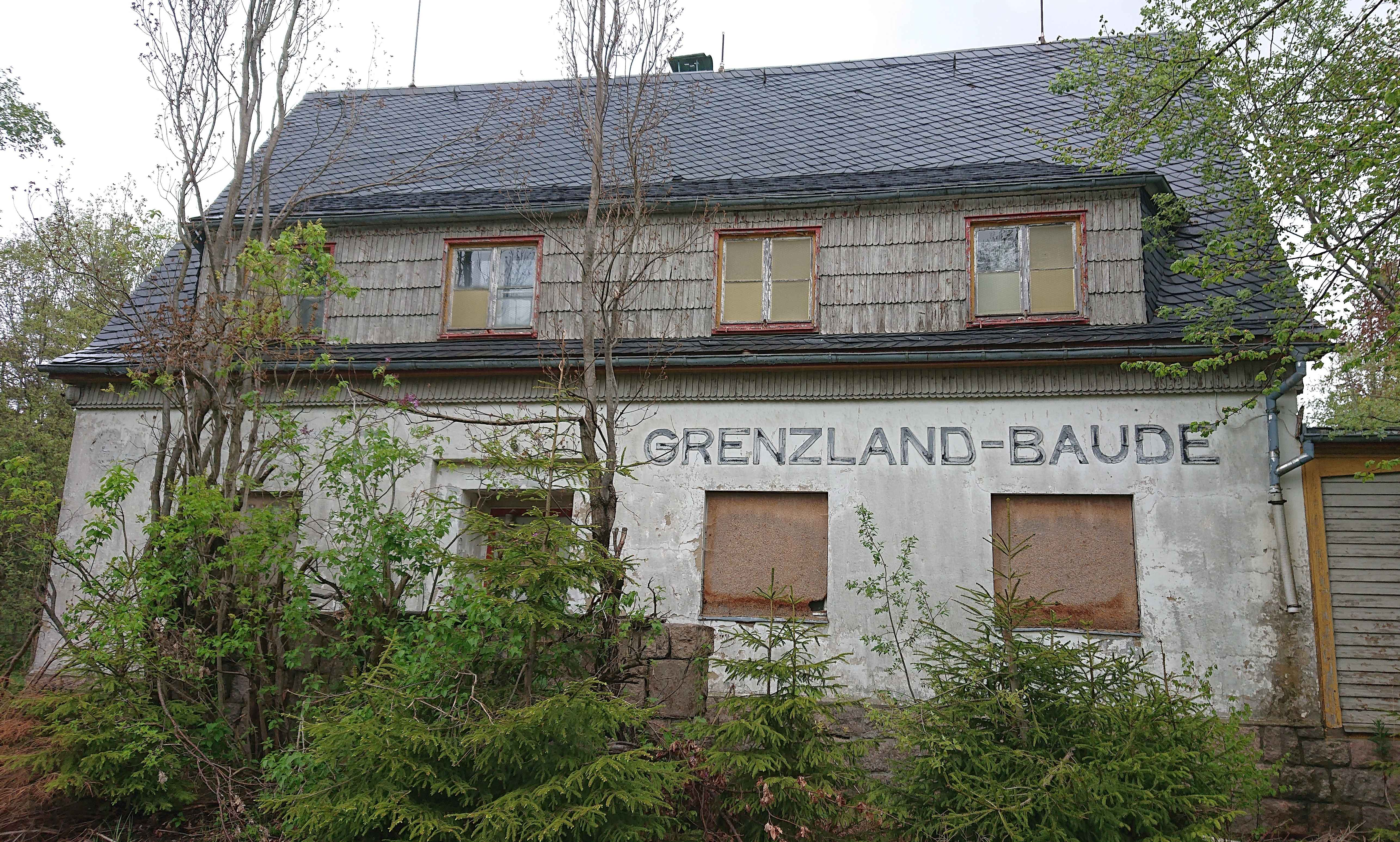
Grenzland-Baude (2020)

Die Grenzlandbaude, ursprünglich Grenzland-Baude, war ein durch seine exponierte Lage bekannter Gasthof bei Johanngeorgenstadt, einer Bergstadt im Erzgebirgskreis im Freistaat Sachsen.

## Geschichte
An der 892 m hohen Passhöhe des Fastenberges, über die die von Johanngeorgenstadt nach Steinbach führende Eibenstocker Straße verläuft, bevor sie früher an dieser Stelle in den Fichtenhochwald hineinführte, ließ Rudolf Lindner einen Gasthof im Stil einer kleinen Bergbaude errichten. Das Gebäude wurde am 29. Juni 1935 feierlich als Grenzland-Baude eröffnet. Dem damals gewählten Begriff Grenzland kam in Deutschland nach dem Ersten Weltkrieg, als noch mehr deutschsprachige Minderheiten außerhalb der enger gezogenen Nationalstaatsgrenzen lebten, in der Völkischen Bewegung eine besondere Bedeutung zu. Die Region am Erzgebirgskamm war das Grenzland zu den im böhmischen Gebirgsteil lebenden Sudetendeutschen.
Die Grenzlandbaude entwickelte sich aufgrund ihrer verkehrsgünstigen und im Winter schneesicheren Lage sowie der sich von der Gästeterrasse bietenden weiten Aussicht auf Fichtel-, Keil- und Plattenberg schnell zu einem beliebten Ausflugsziel vor allem für Gäste aus Sachsen, aber auch der umliegenden Länder. Noch mehr Zuspruch fand die Grenzlandbaude durch den Ende der 1930er Jahre erfolgten Bau einer separaten Tanzdiele im Freien.
Bereits während des Zweiten Weltkrieges aber besonders nach dem Ende des Krieges blieben durch das Aufleben des Uranbergbaus durch die Wismut AG die meisten Gäste fern, zumal Johanngeorgenstadt aus Geheimhaltungsgründen nur mit einer zweisprachigen Sondergenehmigung (russisch/deutsch) besucht werden konnte. Der Gasthof wurde lediglich noch als Gaststätte genutzt, bis um 1970 die endgültige Schließung erfolgte.
Bis zum Bau der Neustadt von Johanngeorgenstadt und der Übersiedlung in das neue Postgebäude in den Leninstraße befand sich in unmittelbarer Nähe der Grenzlandbaude eine Baracke, in dem die Bauleitung der Deutschen Post für den Stadtkreis Johanngeorgenstadt untergebracht war. Der Umzug in das neue Postgebäude fand am 24. November 1954 statt.
Neben dem Gebäude der Grenzlandbaude steht an der Eibenstocker Straße der Großschwibbogen mit dem Motiv von Paula Jordan von 1937. Unweit davon befand sich die Grube Engelsfreude. Daneben gab es auf der Berghöhe des Fastenberges unweit des Standorts der Grenzlandbaude ein vom Erzgebirgsverein errichtetes, mehretagiges hölzernes Aussichtsgerüst, das jedoch bereits am Ende des 19. Jahrhunderts wegen Baufälligkeit abgetragen werden musste.
Die Postanschrift der früheren Grenzlandbaude lautete: Eibenstocker Str. 19F.